# Deining
Deining là một đô thị thuộc huyện Neumarkt bang Bayern nước Đức